# Bear Grylls
Edward Michael Grylls (Londres, Inglaterra, 7 de junio de 1974), más conocido como Bear Grylls, es un aventurero profesional, experto en supervivencia, escritor, presentador de televisión y exmilitar británico. Es conocido por su popular serie de televisión Man vs. Wild (El último superviviente en España o A prueba de todo en Latinoamérica). 
En julio de 2009, Grylls fue nombrado el Jefe Scout Nacional más joven de la Asociación Scout Británica a la edad de 35 años.
En 1996, haciendo caída libre en Kenia, se rasgó su paracaídas y se rompió la espalda en 8 partes.

## Vida personal
Grylls nació en Londres, Inglaterra. A la edad de cuatro años, su familia se mudó a Donaghadee, Irlanda del Norte. Es hijo del político conservador Sir Michael Grylls y Lady Sarah Grylls. Tiene una hermana mayor, Lara Fawcett, entrenadora de tenis y quien lo apodó "Bear" cuando tenía una semana de vida.
Grylls estudió en Eaton House, en el Ludgrove School y Eton College, donde fue miembro fundador del primer club de montaña. En 2002 obtuvo el título en Estudios Hispánicos de la Universidad de Londres.
Desde pequeño, Grylls aprendió a escalar y navegar junto a su padre, quien era miembro del prestigioso Royal Yacht Squadron. Durante su adolescencia aprendió paracaidismo y obtuvo el Segundo Dan de karate. Además de su idioma nativo, el inglés, también habla español y francés. 
Se casó con Shara Cannings Knight en el 2000. Tienen tres hijos: Jesse, Marmaduke y Huckleberry.
En su tiempo libre, él pasa tiempo con su familia.

## Vida militar
De 1994 a 1997, después de pasar la selección de las Fuerzas Especiales del Ejército Británico, sirvió en la reserva a tiempo parcial de las Fuerzas Especiales del Reino Unido, con el SAS 21 Regiment, 21 SAS(R), como un soldado de caballería, instructor en técnicas de supervivencia y paramédico. Afirma que sirvió en el norte de África dos veces. En 1996 sufrió un accidente de paracaidismo en caída libre en Kenia. Su paracaídas se rasgó a 4.900 m, abriéndose en parte, lo que hizo que cayera, rompiéndose la espalda en 3 partes y parecer momentáneamente muerto durante 3 minutos. Grylls pasó los siguientes 18 meses entrando y saliendo de rehabilitación militar, intentando quedar lo suficientemente bien como para su siguiente objetivo, que era ascender el Everest.
En 2004, Grylls fue distinguido con el rango honorario de Lieutenant Commander, que equivale a capitán de corbeta, en la Reserva de la Marina Real Británica.
Grylls es experto en sobrevivir en cualquier medioambiente extremo, en la serie A prueba de todo ha enseñado técnicas de supervivencia en variados climas extremos como los tropicales, glaciales, alta montaña, desérticos y templados.
También es famoso por su creatividad para salir de problemas, incluso en el ejército británico le conocen como "The real MacGyver" (el verdadero MacGyver), por su parecido con el popular personaje de televisión (1985-1992)[cita requerida].

## Expediciones

### Circunnavegación del Reino Unido
En 2010, Grylls dirigió el primer equipo que circunnavegó el Reino Unido en motociclismo acuático, lo que le llevó alrededor de 30 días, para recaudar dinero para la Royal National Lifeboat Institution (RNLI), que es un cuerpo de salvavidas que presta sus servicios a lo largo de las islas británicas. También remó desnudo 35,4 kilómetros en una bañera de fabricación casera a lo largo del río Támesis para recaudar fondos para un amigo que perdió ambas piernas en un accidente de escalada

### El Monte Everest
En 1998, Grylls se convirtió en el escalador británico más joven en coronar el Everest, a los 23 años de edad.
En 2007, Grylls consiguió un nuevo récord mundial en el Everest al volar en paramotor sobre el Himalaya. Grylls despegó de 4.420 m s. n. m., a 12,8 km al sur de la montaña. Durante el ascenso Grylls registró temperaturas de -60 °C, además de niveles peligrosamente bajos de oxígeno y, finalmente, llegó a 8.992 m, casi 3.050 m más alto que el anterior récord de 6.102 m. La hazaña fue filmada para Discovery Channel. Este récord carece de pruebas y por lo tanto no hay ningún reconocimiento sobre la realización del mismo, ni en la FAI (Federación Aeronáutica Internacional), ni en estamento reconocido alguno. Es más, debido a esta falta de acreditación en la que los interesados no consiguieron pruebas fotográficas ni la presentación del track de su GPS, existen muchas sospechas sobre la veracidad del vuelo. [cita requerida]

## Televisión
Sus reportajes de la serie Man vs. Wild en donde se representan técnicas de supervivencia, comenzaron mediante la emisión de un programa piloto el 27 de octubre de 2006 en Discovery Channel. La segunda temporada se estrenó en los EE. UU. el 15 de junio de 2007, la tercera en noviembre de 2007 y la cuarta en mayo de 2008.
En diciembre de 2008, Grylls se fracturó un hombro mientras esquiaba a más de 50 km/h a través de un tramo de hielo de un cerro durante una expedición independiente en la Antártida.
El 13 de marzo de 2012 fue despedido por Discovery Channel ya que se negó a participar en dos nuevos proyectos en los que se había comprometido. Que a pesar de ello, en octubre de 2012, Bear Grylls firmó un contrato por 4 años con la NBC para producir un nuevo programa llamado Get out alive with Bear Grylls. Se esperaba que su estreno fuese en mayo de 2013. Sin embargo, la NBC revocó el contrato debido a varias incoherencias. Por esa razón, Bear llegó a un acuerdo con Discovery para relanzar un nuevo programa para la mitad del año. En 2015 se le pudo ver en dos realities; Salvajemente Famosos y En la Isla "con Bear Grylls".
En 2019 Netflix lanzó un show interactivo llamado "You vs. Wild" en el que Bear debe sobrevivir con las decisiones del espectador.
En 2021 Netflix lanzó una película interactiva de "You vs. Wild" llamada: "You vs Wild Misión Safari" que las decisiones debe de tomar el espectador. En total dura 45 minutos.
Ese mismo año, Netflix lanzó otra película interactiva de "You vs. Wild" llamada: "You Vs Wild Misión en la nieve" que las decisiones debe elegirlas el espectador. En total dura 25 minutos.

## Libros
Su primer libro Facing Up (UK)/ The Kid Who Climbed Everest (US), describe la expedición y logros al alcanzar la cima del Monte Everest. Su segundo libro Facing the Frozen Ocean, fue seleccionado en 2004 para los premios William Hill de los libros deportivos del año. Su tercer libro, Born Survivor: Bear Grylls fue escrito para acompañar a la serie de televisión del mismo nombre. Contiene consejos de supervivencia aprendidos en los sitios más hostiles del planeta. También escribió una guía de supervivencia extrema llamado Bear Grylls Outdoor Adventures. En 2012 publicó su autobiografía Mud, Sweat and Tears: The Autobiography, seguido por A Survival Guide for Life el mismo año y True Grit en 2013.
También publicó la serie de aventuras extremas para niños Mission Survival: Gold of the Gods, Mission Survival: Way of the Wolf, Mission Survival: Sands of the Scorpion, Mission Survival: Tracks of the Tiger and Mission Survival: Claws of the Crocodile. También escribió Scouting For All published publicado por la Asociación Scout en 2011.

## Jefe Scout del Reino Unido
El 17 de mayo de 2009, la Asociación scout del Reino Unido (The Scout Association) anunció que Grylls sería nombrado Jefe Scout Nacional. Recibió oficialmente este título el 11 de julio de 2009, en un evento que se celebró ante 3000 scouts, y que fue postulado por petición de la mayoría de los scouts británicos.
Es el décimo jefe Scout del Reino Unido y el más joven desde la creación del puesto por Robert Baden-Powell en 1920.